# Discocarpus
Discocarpus es un género de plantas con flores perteneciente a la familia Phyllanthaceae. Consiste en cuatro especies nativas de la Amazonia.

## Especies
- Discocarpus essequeboensis Klotzsch, Arch. Naturgesch. 7: 201 (1841).
- Discocarpus gentryi S.M.Hayden, Ann. Missouri Bot. Gard. 83: 159 (1996).
- Discocarpus pedicellatus Fiaschi & Cordeiro, Brittonia 57: 248 (2005).
- Discocarpus spruceanus Müll.Arg., Linnaea 32: 78 (1863).